# Capparis rigida
Capparis rigida är en kaprisväxtart som beskrevs av M. Jacobs. Capparis rigida ingår i släktet Capparis och familjen kaprisväxter. Inga underarter finns listade i Catalogue of Life.